# داكسن
داكسن (بالألمانية: Dachsen) هي إحدى بلديات مقاطعة أندلفينغن في كانتون زيورخ في سويسرا. تبلغ مساحتها 2.69 كيلومتر مربع، ويقدر عدد سكانها بـ 1936 نسمة (حسب تعداد ديسمبر 2017).